# Rio Soledade
O rio Soledade é um curso de água do estado de Minas Gerais, Brasil, que desagua no rio Araçuaí.